# Penó

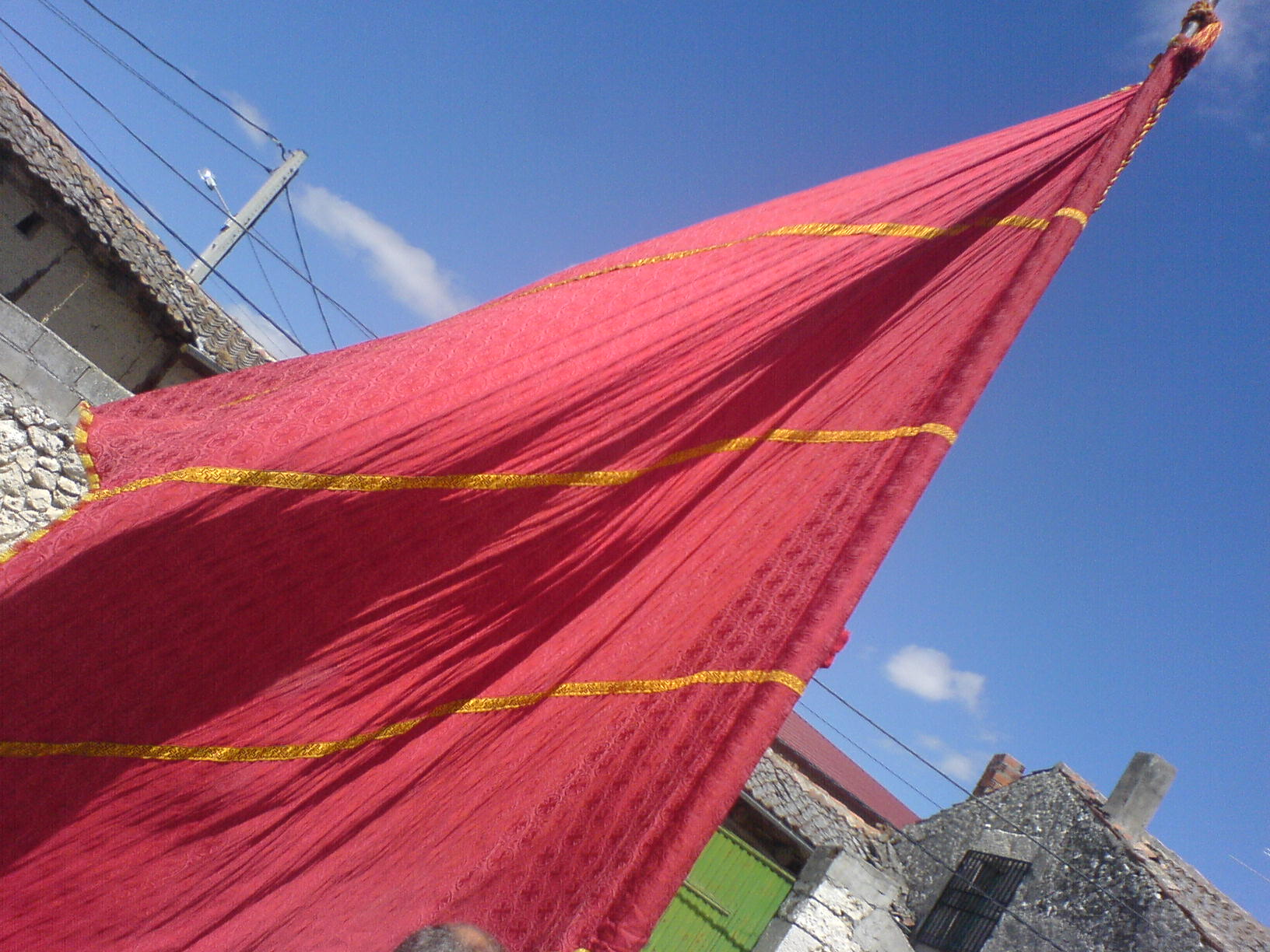
Pendó carmesí a Dehesa de Cuéllar

Un penó o pendó (del llatí pendere, estar penjat) és un tipus de bandera utilitzada com a distintiu, senyal o insígnia des de l'Edat Mitjana .

## Formes
La seva forma més habitual era la de corneta (tradicional ensenya dels consells i les ordes militars), quadrat i farpat o arrodonit a la part baixa.

## Història
Al principi eren un símbol personal, els utilitzaven els cavallers a les seves llances per indicar la seva presència, entre els segles X al XIII. Al Cantar de meu Cid es troben referències com Mío Cid Ruy Díaz por Burgos entróve, van en su compañía sesenta pendones; el que indicaria que l'acompanyaven 60 cavallers amb els seus escuders, o Trescientas lanzas son, todas llevan pendón .
A l'Edat Mitjana, les banderes tenien sobretot un ús bèl·lic, identificaven una unitat militar dins i fora del camp de batalla, era la insígnia de qui podia aixecar host: els senyors, les ciutats i viles, les ordes militars, els reis . El pendó real era el més important, acompanyava el rei portat pel seu alferes, i solia reflectir les armes reals, bé en disseny heràldic (ocupant les armes tot el drap) o col·locades al centre. Inicialment, el pendó real només podia ser utilitzat pel rei. A l'Edat Moderna, mantenir tropes es converteix en monopoli dels monarques absoluts i diverses unitats militars adopten banderes que també reprodueixen les armes reals. Per aquest camí, el disseny de diverses banderes nacionals modernes prové d'antics pendons reials.
Amb l'evolució de viles i ciutats a la Baixa Edat Mitjana a Lleó ia Castella es van començar a concedir pendons, pel rei, per a ús exclusiu d'aquests municipis, anomenats pendons regidors, el color més usual dels quals era el vermell carmesí, i que devien ser portats per un cavaller designat expressament per fer-ho. Van ser, des de llavors, l'orgull i el símbol d'un lloc. Quan a la batalla es perdia el pendó, o queia en mans de l'enemic, es procurava recuperar-lo tant sí com no. Moltes de les festes populars d'Espanya tenen com a origen obtenir un pendó perdut en batalla. Molts s'ostenten avui dia amb orgull a les festes populars. Aquest costum enfonsa les arrels a finals del segle xiv, quan a tots els municipis realencs de la Corona de Castella comença a celebrar-se el nomenament d'un nou monarca mitjançant l'aixecament del pendó reial i/o el del consell. És la cerimònia anomenada "proclamació", en què els ciutadans principals organitzaven un besamans i alçaven els pendons mentre cridaven "Castella, Castella, Castella pel rei...". A León es variava aquesta fórmula: es cridava "León, León, León i tot el seu regne pel rei...". A Navarra, a partir de la conquesta del 1512, s'adopta la cerimònia i s'utilitza l'expressió “Navarra, Navarra, Navarra pel Senyor D… d'aquest Regne que Déu guardi”. El pendó reial que s'alçava a les ciutats durant les proclamacions contenia l'escut reial brodat al centre d'una rica tela de domàs de color porpra o carmesí. En alguns llocs a més o en lloc del pendó reial podia alçar-se el propi de la ciutat, molt habitualment posant l'escut municipal al centre d'una tela carmesí o porpra, de vegades l'escut municipal es disposava a l'anvers i les armes reials revers. És per això que, amb temps, moltes banderes provincials i municipals hagin acabat sent vermelles o estades. Al principi, el pendó era un exemplar únic i diferent, utilitzat exclusivament per la persona o institució que n'era el titular. Si desapareixia o es deteriorava era reemplaçat per un altre que no necessàriament havia de ser idèntic en color o disseny, n'hi havia prou que inclogués els emblemes que identifiquen el titular. Anava unit a una banya per ser portat en comitiva, formació o desfilada. Molt rarament es col·locava en un edifici (cosa que només es generalitza amb les banderes al segle xix ).

## Gonfanó
Es diu gonfanó a la divisa o insígnia que tenen les confraries per guiar les processons. Aquests pendons, solen penjar d'una banya horitzontal que penja del pal vertical, dintre d'una varietat de gonfanons . El drap sol estar rematat en dues puntes amb les borles.

## Pendons famosos
- Pendons de Lleó .
- Pendó de la Conquesta (València) . Una reproducció fidel de la senyera reial de Jaume I .
- Pendó de la Divisa del rei . Als segles finals de la Baixa Edat Mitjana mostrava la divisa o emblema personal dels monarques castellans.
- Pendó de Baeza . Realitzat al segle xiv, una tradició hagiogràfica llegendària el remuntava al rei Alfons VII l'Emperador per donar gràcies a Sant Isidor per ajudar-lo en la presa de Baeza (25 de juliol de 1147), si bé aquesta batalla històricament ni tan sols va tenir lloc, ja que la plaça va pactar la seva rendició en unes capitulacions.
- Pendó de Sant Ferran
- Pendó d'Oriola .
- Pendó verd

## Variants
- Pendó i caldera . Privilegi que atorgaven els reis als rics homes de Castella quan venien en el seu auxili a la guerra amb la seva gent. Consistia a ostentar precedint-los com la seva divisa el seu pendó o estendard en senyal que podien aixecar o armar gent, i la caldera, que era l'emblema que la mantenien a costa seva.
- Pendó posadero . Antigament, era el senyal que es posava a la porta de les posades o fondes per manifestar que s'hi admetien passatgers.
- Aposentador o posentador . Segons el Mobiliari vero (Sevilla, 1485) És ample contra l'asta i agut contra el caporal: aquesta senya porten els mariscals del rei quan van a aposentar els reals: així mateix tal senya poden portar les ordes dels mestres de cavalleria, així mateix els que ouiesen cent cavallers i donin ayuso fasta cinquena...
- Pendó de la Divisa del rei . Pendó real, privatiu dels monarques, i que tremolava l'alferes major del pendó de la Divisa del rei .